# Chamaedaphne calyculata
Chamaedaphne calyculata là một loài thực vật có hoa trong họ Thạch nam. Loài này được (L.) Moench mô tả khoa học đầu tiên năm 1794.
Những bụi cây này đạt chiều cao 1,5 mét. Các lá thường xanh, mọc xen kẽ, hình elip hoặc thuôn dài, dài 3–4 cm, toàn bộ hoặc mép có răng cưa. Những bông hoa nhỏ, màu trắng và loe ra, xếp thành chùm dài 12 cm. Bụi cây tạo thành các nhóm lớn.

## Hình ảnh

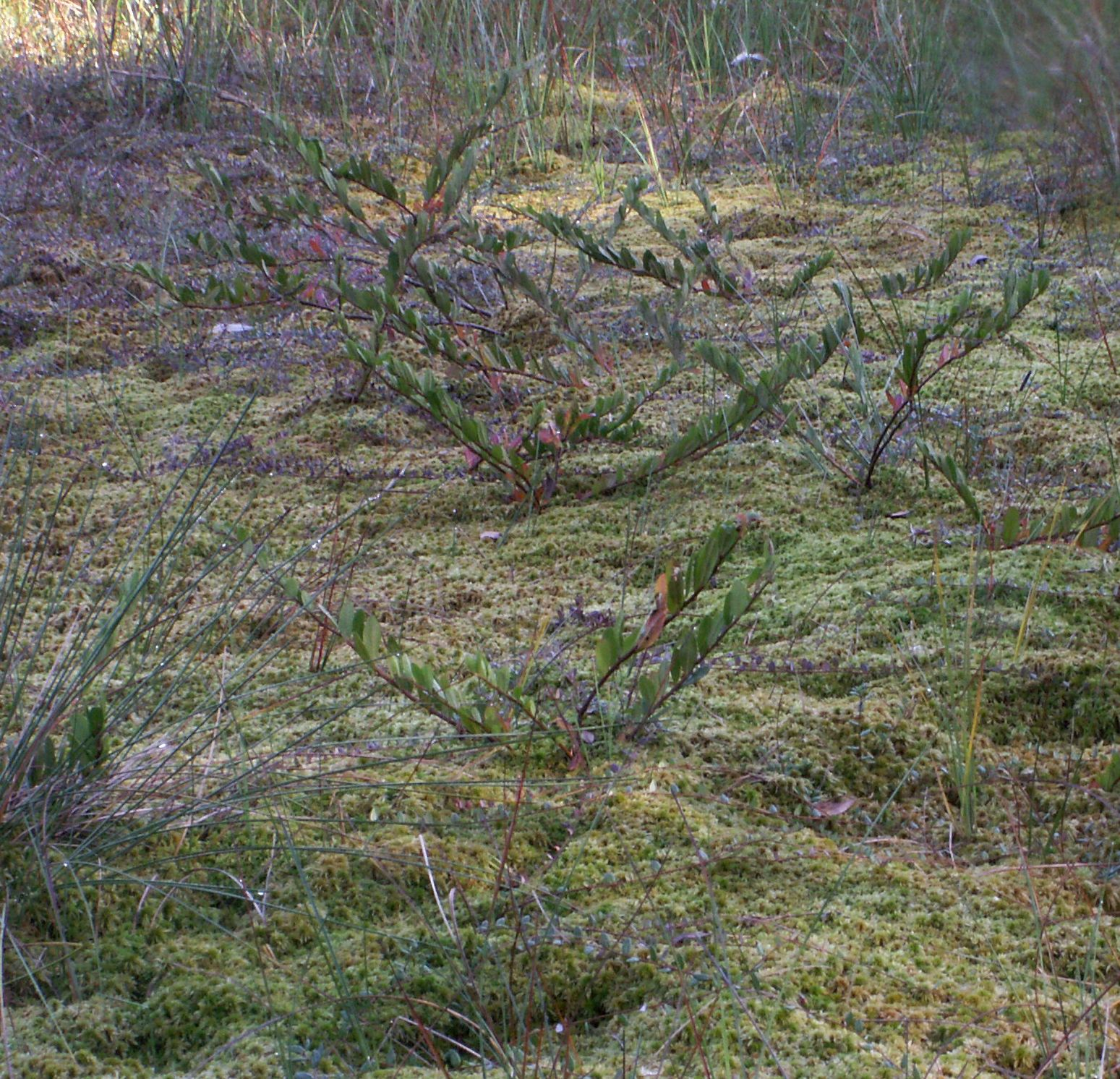
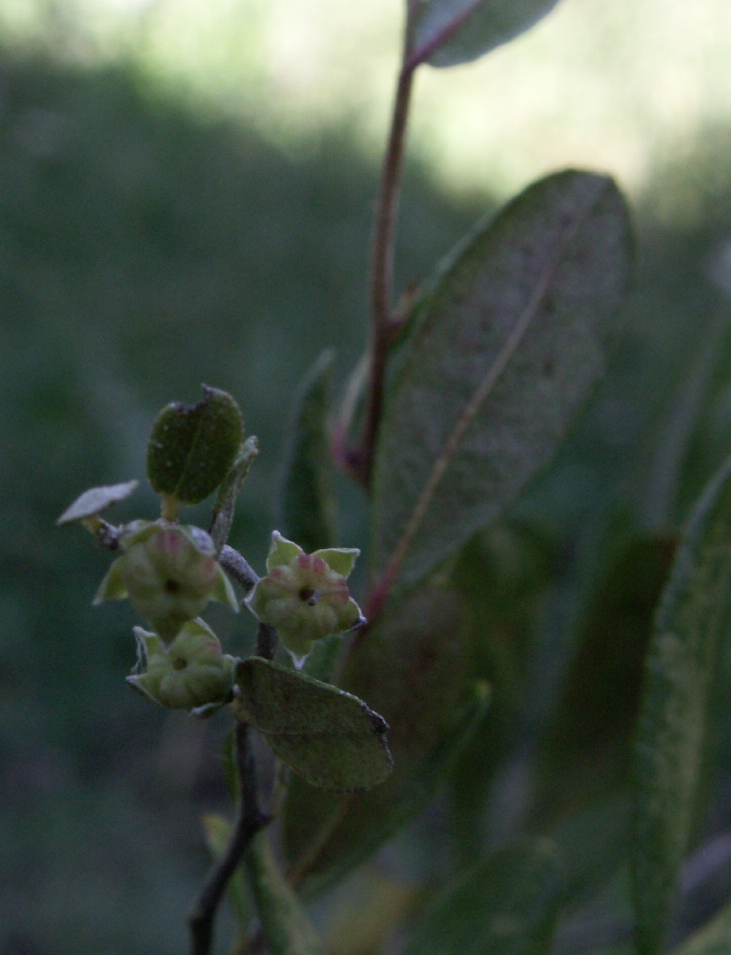
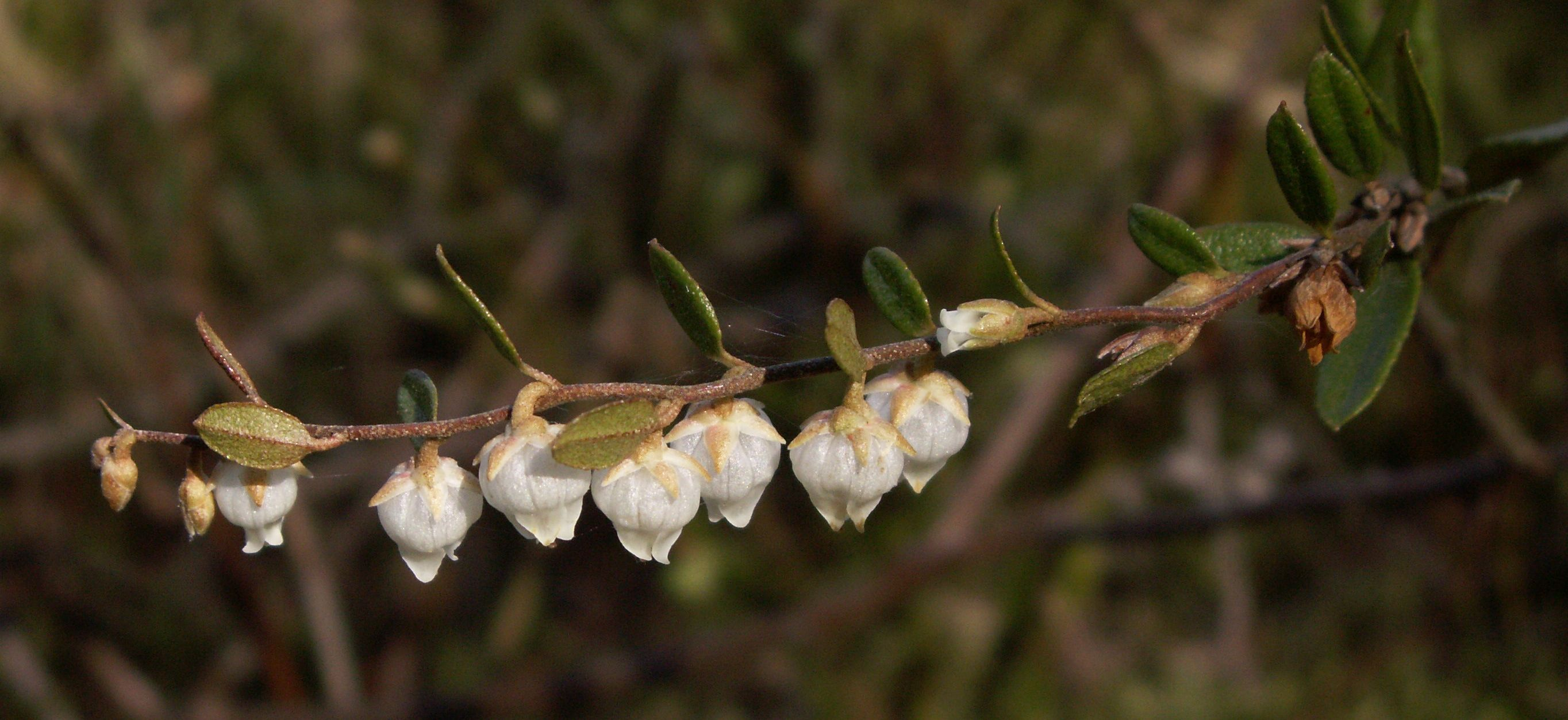